# Sericoplaga externalis
Sericoplaga externalis là một loài bướm đêm trong họ Crambidae.